# تامس آتوی
تامس آتوی (انگلیسی: Thomas Otway؛ ۳ مارس ۱۶۵۲ – ۱۴ آوریل ۱۶۸۵) یک نمایش‌نامه‌نویس اهل بریتانیا بود.